# التناظر في علم الأحياء

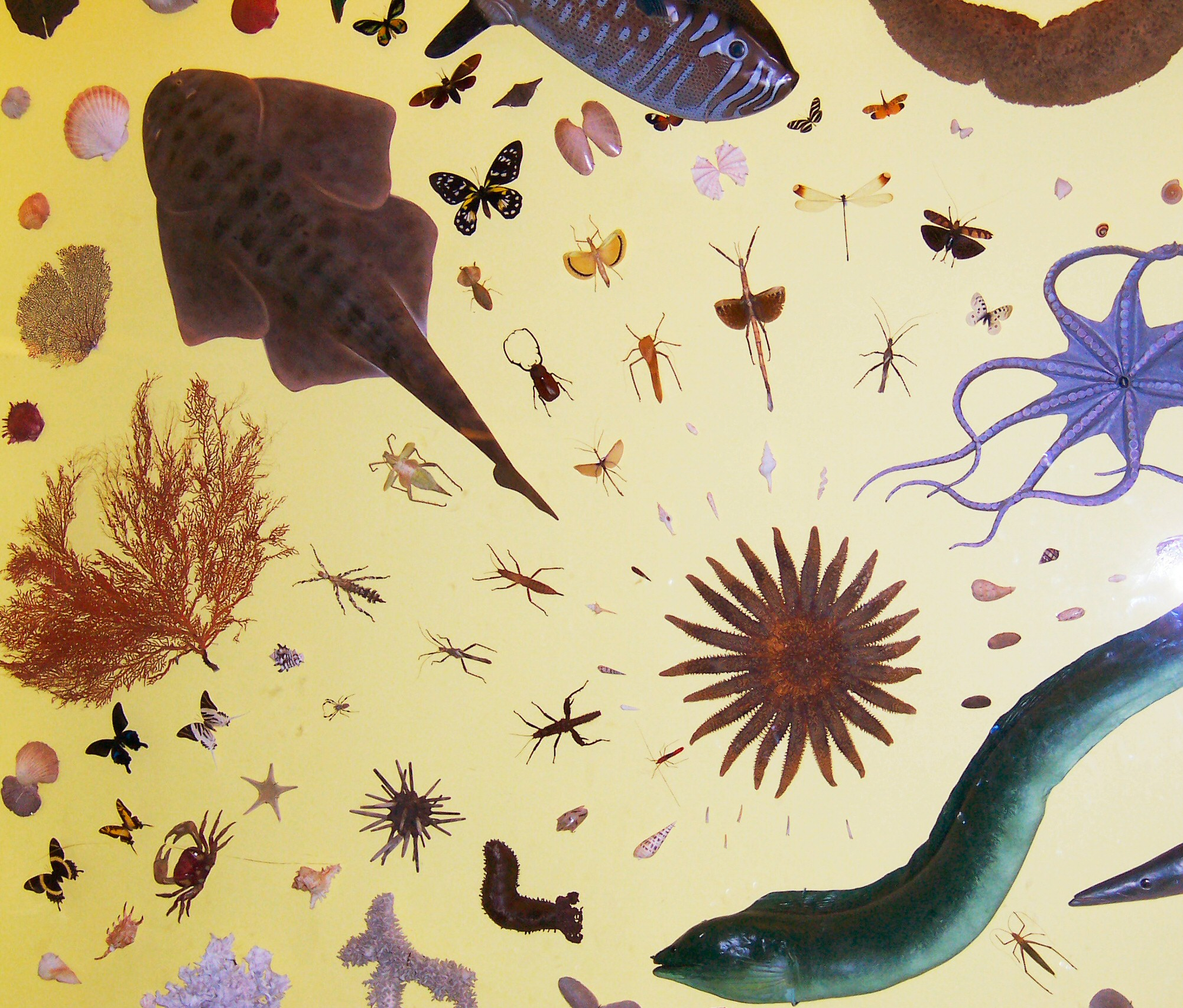
مجموعة مختارة من الحيوانات التي تظهر مجموعة من التماثلات الجسم المحتملة، بما في ذلك خطوط الجسم غير المتماثلة والشعاعية والثنائية

يُشير التَناظُرُ في علم الأحياء إلى التماثل الملاحظ في الكائنات الحية، بما في ذلك النباتات والحيوانات والفطريات والبكتيريا. يمكن رؤية التماثل الخارجي بسهولة بمجرد النظر إلى الكائن الحي. على سبيل المثال، خذ وجه الإنسان له مستوى من التماثل، أو مخروط من خشب الصنوبر ستجد نفس الشكل الحلزوني في الخشب متماثل وواضح. يمكن أن تظهر السمات الداخلية أيضا التماثل، على سبيل المثال الأنابيب في جسم الإنسان (المسؤولة عن نقل الغازات والمواد المغذية والفَضَلاَت) التي هي أسطوانية ولها عدة مستويات من التماثل.
يمكن اعتبار التماثل البيولوجي توزيعًا متوازنًا لأجزاء الجسم أو الأشكال المكررة داخل جسم الكائن الحي. الأهم من ذلك، على عكس الرياضيات، إن التماثل في علم الأحياء هو دائمًا تقريبي. على سبيل المثال، أوراق النبات – بينما تعتبر متماثلة– نادرًا ما تتطابق تمامًا عند طيها في النصف. التماثل هو فئة واحدة من الأنماط في الطبيعة حيث هناك ما يشبه لكرير نمط العنصر، إما عن طريق الانعكاس أو الدوران.

## التناظر الانعكاسي
تشتمل الكائنات الحية ذات التناظر الانعكاسي على مستوى واحد من التناظر، وهو المستوى السهمي الذي يقسم الكائن الحي إلى نصفين تقريبًا أيمن وأيسر وبالتالي تناظر انعكاسي تقريبي.
تصنف الكائنات ذات التناظر الانعكاسي إلى مجموعة كبيرة تسمى ثنائيات التناظر تشتمل على 99% من جميع الكائنات (تضم أكثر من 32 فصيلة ومليون نوع موصوف). تتمتع جميع ثنائيات التناظر ببعض السمات غير المتناظرة، على سبيل المثال، يتوضع قلب وكبد الإنسان بشكل غير متناظر على الرغم من التناظر الانعكاسي الخارجي للجسم.
التناظر الانعكاسي عند ثنائيات التناظر هو سمة معقدة تتطور نتيجة التعبير عن العديد من الجينات. تشتمل ثنائيات التناظر من ناحية القطبية على محورين. الأول هو المحور الأمامي الخلفي والذي يمكن تخيله كمحور وهمي يمتد من الرأس أو الفم إلى الذيل أو الطرف الآخر للكائن الحي. والثاني هو المحور الظهري البطني، وهو عمودي على المحور الأمامي الخلفي. خلال التطور، يتحدد دائمًا المحور الأمامي الخلفي قبل المحور الظهري البطني، الذي يُعرف باسم المحور الجنيني الثاني. يُعد المحور الأمامي الخلفي جوهريًا في تحديد قطبية ثنائيات التناظر والسماح بتطور وجه أمامي ووجه خلفي وإعطاء الكائن الحي اتجاه. تواجه الجهة الأمامية المحيط قبل بقية الجسم، لذلك تميل الأعضاء الحسية مثل العينين إلى التموضع هناك. وهو أيضًا المكان الذي يتوضع فيه الفم، فهو أول أجزاء الجسم التي تواجه الطعام. وبالتالي يتجه التطور باتجاه تشكل رأس متمايز مع أعضاء حسية متصلة بجهاز عصبي مركزي. يُسمى هذا النمط من التطور (الذي يشتمل على رأس وذيل متمايزين) بالترئيس. يُعتبر أيضًا أن تطوير محور أمامي خلفي ضروري للحركة، إذ أن التناظر الانعكاسي يمنح الجسم اتجاهًا جوهريًا ويسمح بالانسياب لتقليل المقاومة.
بالإضافة إلى الحيوانات، فإن بعض أزهار النباتات تُظهر أيضًا درجة من التناظر الانعكاسي ويشار إليها باسم أحاديات التناظر. تشتمل هذه النباتات على السحلبية والبقولية ومعظم النباتات الغدبية. تظهر أوراق النباتات أيضًا بشكل شائع درجة من التناظر الانعكاسي.

## التناظر ثنائي القطر
يوجد التناظر ثنائي القطر في الكائنات الحية التي تُظهر سمات شكلية (خارجية أو داخلية) تابعة لكل من التناظر الدوراني والانعكاسي. على عكس الكائنات الحية المتناظرة دورانيًا والتي يمكن تقسيمها بالتساوي على العديد من المستويات، فلا يمكن تقسيم الكائنات الحية ثنائية القطر بالتساوي إلا على مستويين. يمكن أن يمثل هذا مرحلة وسيطة في تطور الكائنات ثنائية القطر من سلف متناظر دورانيًا.
المجموعة الحيوانية الأكثر نموذجية في التعبير عن التناظر ثنائي القطر هي المشطيات. إذ تشتمل المشطيات على مستويين من التناظر وهما (1) مستوى اللوامس و (2) مستوى البلعوم. بالإضافة إلى هذه المجموعة، عُثر على دليل على التناظر ثنائي القطر في سليلة المياه العذبة الهيدرا (اللاسعات) «المتناظرة بشكل دوراني بالكامل». التناظر ثنائي القطر، خاصة عند النظر في كل من السمات الداخلية والخارجية، هو أكثر شيوعًا مما يُعتقد في الأصل.

## تطور التناظر
مثل جميع سمات الكائنات الحية، يتطور التناظر (أو في الواقع عدم التناظر) نتيجة الميزة التي تتمتع بها الكائنات الحية، وهي الانتقاء الطبيعي. يتضمن هذا تغييرات في تواتر الجينات المرتبطة بالتناظر عبر الزمن.

### تطور التناظر في النباتات
اشتملت النباتات المزهرة المبكرة في السابق على أزهار متناظرة دورانيًا ولكن منذ ذلك الحين طورت العديد من النباتات أزهارًا متناظرة تناظر انعكاسي. يرجع تطور التناظر الانعكاسي إلى التعبير عن جينات CYCLOIDEA. يأتي الدليل على دور عائلة الجينات CYCLOIDEA من الطفرات في هذه الجينات التي تسبب ارتدادًا إلى التناظر الدوراني. تقوم جينات CYCLOIDEA بترميز عوامل الانتساخ، والبروتينات التي تتحكم في التعبير عن الجينات الأخرى. أتاح هذا المجال لتعبيرهم بالتأثير على المسارات التطورية المتعلقة بالتناظر. على سبيل المثال، في فم السمكة الشائع، عُبر عن CYCLOIDEA أثناء التطور المبكر للمجال الظهري لبارض الزهرة، ويستمر التعبير عنه لاحقًا في البتلات الظهرية للتحكم في حجمها وشكلها. من المعتقد أن تطور الملقحات المتخصصة قد يلعب دورًا في انتقال الأزهار من التناظر الدوراني إلى التناظر الانعكاسي.

### تطور التناظر في الحيوانات
غالبًا ما يكون الانتقاء الطبيعي لصالح التناظر خلال تطور الحيوانات. وهذا ليس مفاجئًا إذ أن عدم التناظر غالبًا ما يكون مؤشرًا على عدم اللياقة، سواء كانت عيوبًا أثناء النمو أو إصابات خلال الحياة. يتضح هذا أثناء التزاوج إذ تختار إناث بعض الأنواع ذكورًا بسمات عالية التناظر. على سبيل المثال، يؤثر تناظر الوجه عند البشر على الحكم فيما يتعلق بدرجة الجاذبية. بالإضافة إلى ذلك، فإن إناث خطاف المخازن، وهو نوع يتمتع البالغون منه بذيل طويل متشعب، يفضلن التزاوج مع الذكور الذين يتمتعون بذيل متناظر.
في حين أنه من المعروف أن التناظر يخضع للانتقاء الطبيعي فإن التاريخ التطوري لأنواع مختلفة من التناظر في الحيوانات هو محط جدال واسع النطاق. تقليديًا، اقتُرح أن الحيوانات انعكاسية التناظر قد تطورت من سلف دوراني التناظر. اللاسعات، وهي شعبة تشتمل على كائنات ذات تناظر دوراني، هي المجموعة الأقرب إلى ذوات التناظر الانعكاسي. اللاسعات هي واحدة من مجموعتين من الحيوانات البدائية التي تُعتبر ذات بنية محددة، والثانية هي المشطيات. تُظهر المشطيات تناظرًا ثنائي القطر مؤديًا إلى الاقتراح بأنها تمثل خطوة وسيطة بين تطور التناظر الانعكاسي من التناظر الدوراني.
تُعتبر التفسيرات المبنية على السمات الشكلية وحسب غير كافية في تفسير تطور التناظر. اقتُرح تفسيرين مختلفين للتناظرات المختلفة في اللاسعات وثنائيات التناظر. ينص الاقتراح الأول أنه كان هناك سلف حيواني غير متناظر قبل اللاسعات وثنائيات التناظر انقسمت إلى نسبين تطوريين مختلفين. من الممكن أن التناظر الدوراني تطور لاحقًا عند اللاسعات والتناظر الانعكاسي عند ثنائيات التناظر. بدلًا من ذلك، ينص الاقتراح الثاني أن أسلاف اللاسعات وثنائيات التناظر قد تمتعت بتناظر انعكاسي قبل أن تتطور اللاسعات وتصبح مختلفة من خلال تمتعها بتناظر دوراني. كلا الاقتراحين السابقين ما زالا قيد البحث وتستمر الأدلة بتأجيج النقاش.